# Nampetch Pinthong
Nampetch Pinthong (ur. ?) – tajska lekkoatletka specjalizująca się w skoku o tyczce.

## Osiągnięcia
- medalistka igrzysk Azji południowo-wschodniej
- medalistka mistrzostw kraju oraz rekordzistka Tajlandii

## Rekordy życiowe
- skok o tyczce - 3,70 (2001)